# Гулевский, Александр Петрович
Александр Петрович Гуле́вский (18 марта 1928, Кривое Озеро — 11 июня 2004, Киев) — советский футболист, нападающий. Заслуженный тренер УССР (1973).

## Биография
Родился 18 марта 1928 года в селе Кривое Озеро.
В четыре года вместе с семьёй переехал в Самару. В двенадцать лет начал играть в футбол — в школе «Динамо» у М. А. Сенина. Работал на обувной фабрике, затем на ЗИМе. Осенью 1946 года получил приглашение в дубль «Крыльев», а 27 мая 1948 года впервые сыграл за основной состав.
В 1950 году Гулевский вместе с Александром Скороховым был включён в число 33-х лучших футболистов страны, за что получил звание мастер спорта. Входил в список лучших также в 1951 и 1953 годах.
В 1952 году играл за вторую сборную СССР (Сборная Москвы по футболу).
В 1953 году выступал за «Зенит» (Ленинград) в ходе международного турне по Скандинавии, а также против Румынии.
7 сентября 1955 года в Сталино А.Гулевский в матче с местным «Шахтёром» забил 300-й гол «Крыльев» в чемпионатах страны, а уже 11 сентября «Крылья» провели свой первый международный матч со сборной Индии и победили 4:1 — первый гол куйбышевских футболистов на счету А.Гулевского.
В 1961 году окончил Высшую школу тренеров. В 1968 году окончил Луганский педагогический институт.
Под руководством Гулевского «Таврия» в 1973 году и «Кривбасс» в 1976 году выиграли зональные турниры и вышли в 1-ю лигу.
Вошёл в символическую сборную Куйбышева за 80 лет (1988).
Умер 11 июня 2004 года в Киеве.

## Достижения
Игрока
- Финалист Кубка СССР: 1953
- Бронзовый призёр на «Турнире на Приз Комитета по физкультуре и спорту»: 1952
- Лучший бомбардир «Крыльев Советов» в матчах Кубка СССР (вместе с Анатолием Казаковым) — 9 мячей[4]
- Лучший бомбардир «Крыльев Советов» Кубка СССР одного розыгрыша — 6 голов[5] (1950)
- В списках 33 лучших футболистов СССР (3): № 1 (1951), № 2 (1953) и № 3 (1950)

Тренера
- Чемпион Украинской ССР (3): 1973 («Таврия»), 1975 и 1976 («Кривбасс»)

## Клубная статистика
| Выступление       | Выступление      | Выступление      | Лига | Лига | Кубок | Кубок | Прочие | Прочие | Итого | Итого |
| Клуб              | Лига             | Сезон            | Игры | Голы | Игры  | Голы  | Игры   | Голы   | Игры  | Голы  |
| ----------------- | ---------------- | ---------------- | ---- | ---- | ----- | ----- | ------ | ------ | ----- | ----- |
| Крылья Советов    | I группа         | 1948             | 17   | 2    | —     | —     | —      | —      | 17    | 2     |
| Крылья Советов    | I группа         | 1949             | 32   | 9    | 2     | 1     | —      | —      | 34    | 10    |
| Крылья Советов    | класс «А»        | 1950             | 33   | 17   | 7     | 6     | —      | —      | 40    | 23    |
| Крылья Советов    | класс «А»        | 1951             | 27   | 8    | 4     | 1     | —      | —      | 31    | 9     |
| Крылья Советов    | класс «А»        | 1952             | 13   | 3    | —     | —     | 1      | 2      | 14    | 5     |
| Крылья Советов    | класс «А»        | 1953             | 21   | 7    | 3     | 1     | —      | —      | 24    | 8     |
| Крылья Советов    | класс «А»        | 1955             | 22   | 5    | 1     | 0     | 1      | 1      | 24    | 6     |
| Крылья Советов    | Итого            | Итого            | 165  | 51   | 17    | 9     | 2      | 3      | 184   | 63    |
| Торпедо (Москва)  | класс «А»        | 1954             | 21   | 4    | —     | —     | —      | —      | 21    | 4     |
| Торпедо (Москва)  | Итого            | Итого            | 21   | 4    | —     | —     | —      | —      | 21    | 4     |
| Зенит (Ленинград) | класс «А»        | 1956             | 20   | 7    | —     | —     | —      | —      | 20    | 7     |
| Зенит (Ленинград) | класс «А»        | 1957             | 6    | 0    | —     | —     | —      | —      | 6     | 0     |
| Зенит (Ленинград) | Итого            | Итого            | 26   | 7    | —     | —     | —      | —      | 26    | 7     |
| Заря (Луганск)    | класс «Б»        | 1957             | 21   | 8    | —     | —     | —      | —      | 21    | 8     |
| Заря (Луганск)    | класс «Б»        | 1958             | 23   | 3    | 1     | 0     | —      | —      | 24    | 3     |
| Заря (Луганск)    | класс «Б»        | 1959             | 26   | 18   | —     | —     | —      | —      | 26    | 18    |
| Заря (Луганск)    | класс «Б»        | 1960             | 33   | 30   | —     | —     | —      | —      | 33    | 30    |
| Заря (Луганск)    | класс «Б»        | 1961             | 14   | 4    | —     | —     | —      | —      | 14    | 4     |
| Заря (Луганск)    | Итого            | Итого            | 117  | 63   | 1     | 0     | —      | —      | 118   | 63    |
| Всего за карьеру  | Всего за карьеру | Всего за карьеру | 329  | 125  | 18    | 9     | 8      | 6      | 355   | 140   |